# Cansu Dere
Cansu Dere (Ankara, 14 de octubre de 1980) és una model i actriu de sèries de televisió i cinema turca. Va estudiar arqueologia a la Universitat d'Istanbul encara que no va graduar-se, per convertir-se en model. Dere va participar i ser tercera al concurs de Miss Turquia l'any 2000. Cansu Dere va actuar com a Asya Arslan, la protagonista principal, en la telesèrie turca Sadakatsiz (Deslleial en turc), una adaptació de Doctor Foster. També va ser la actriu principal de una altra telesèrie turca, Anne (La mare).

## Miscelània
Segons una entrevista en la versió en turc de CNN, Cansu Dere, viatgera incansable i generalment solitària conta com, en un viatge a Catalunya els va agradar tant l'indret d'allotjament a seva amiga i ella que en acabar-se la reserva de l'hotel sortiren a passejar pels poblets dels voltants de la ciutat, enlloc de continuar fins llur propera destinació, València. Demanaren als seus agents de turisme de reservar un altre hotel a Barcelona, cosa que no fou possible perquè tots estaven ocupats. A poqueta nit i com que no continuaren cap a València, decidiren passar la nit en el cotxe llogat, una mica espantades. Aviat arribà un home que digué ser admirador de Cansu i desitjava fer-se una selfie amb l'actriu. Els digué que era marroquí i treballava a un hotel! Com que no hi havia habitacions lliures en l'hotel on hi treballa les deixaren passar la nit a una habitació destinada al descans del personal del mateix establiment.